# Halloween (poème)
Pour les articles homonymes, voir Halloween (homonymie).
Halloween est un poème écrit par le poète écossais Robert Burns en 1785. Publié pour la première fois en 1786, le poème est inclus dans l'édition Kilmarnock. C'est l'un des poèmes les plus longs de Burns, avec vingt-huit strophes, et il emploie un mélange d'écossais et d'anglais,.

## Contexte
Le poète John Mayne (en) de Dumfries, « un adepte relativement obscur des Muses écossaises », écrivit en 1780 un poème ayant Halloween pour sujet. Comportant douze strophes, le poème faisait allusion aux farces faites lors de Halloween ; « What fearfu' pranks ensue! », ainsi qu'au surnaturel que l'on associe avec la nuit, « Bogies » (fantômes),.
Le poème apparut dans leRuddimans Weekly Magazine de novembre 1780, publié par Walter Ruddiman (en) à Edinburgh. Que le poète de l'Ayrshire qu'était Burns ait effectivement lu le poème de Mayne et qu'il en ait été influencé ressort de l'écho qu'il donne au travail de celui-ci et à certaines des images qu'il emploie,.
Selon Burns, Halloween est « considéré comme une nuit durant laquelle sorcières, démons et autres créatures maléfiques sont tous de sortie pour vaquer à leurs funestes missions à l'heure de minuit » (« thought to be a night when witches, devils, and other mischief-making beings are all abroad on their baneful midnight errands »).